# Tuoptejaure
Tuoptejaure är en sjö i Kiruna kommun i Lappland och ingår i Torneälvens huvudavrinningsområde. Sjön har en area på 0,33 kvadratkilometer och ligger 759,5 meter över havet. Tuoptejaure ligger i Norra Torneträsk Natura 2000-område.

## Delavrinningsområde
Tuoptejaure ingår i det delavrinningsområde (759299-164266) som SMHI kallar för Mynnar i Tjäurajåkka. Medelhöjden är 973 meter över havet och ytan är 11,43 kvadratkilometer. Det finns inga avrinningsområden uppströms utan avrinningsområdet är högsta punkten. Vattendraget som avvattnar avrinningsområdet har biflödesordning 3, vilket innebär att vattnet flödar genom totalt 3 vattendrag innan det når havet efter 459 kilometer. Avrinningsområdet består mestadels av kalfjäll (97 procent). Avrinningsområdet har 0,33 kvadratkilometer vattenytor vilket ger det en sjöprocent på 2,9 procent.